# Березит (посёлок)
Берези́т — посёлок в составе муниципального образования «город Екатеринбург» в Свердловской области, подчинён Орджоникидзевскому району Екатеринбурга. Площадь поселка составляет 0,730 км².

## Название
Топоним происходит от названия одноимённой горной породы березит (является признаком поиска на золотую руду).

## Географическое положение
Расположен в лесистой местности к востоку от Срединного Уральского хребта, среди покрытых лесом горных вершин и увалов Верх-Исетского горного массива, к югу от посёлка течёт река Пышма. Посёлок находится к северо-востоку от областного центра города Екатеринбурга, расстояние до бывшего центра сельсовета большого посёлка Садового — 2 км. Ближайшие населённые пункты — посёлок Садовый, посёлок Козловский и город Берёзовский.

## История
Указом Президиума Верховного Совета РСФСР от 26.05.1940  посёлок ж.д. ст. Березит в административном отношении был подчинён городскому совету города Берёзовский.
Посёлок до 2000-х годов входил в состав Садового сельсовета.
28 апреля 1999 года улицы Березитовая и Лесная были переименованы в Привокзальную и Покосную соответственно.

## Инфраструктура
Инфраструктура посёлка очень скудная, отсутствуют: водоснабжение (жители пользуются колодцами), канализация и газ. В посёлке есть сельский клуб, фельдшерско-акушерский пункт, почта и магазин.
В посёлке Березит работает конный клуб «Березит».

## Транспорт
В посёлке есть одноимённая пассажирская железнодорожная станция направления Екатеринбург — Реж. На железнодорожной станции имеется тупик, приспособленный для разгрузки и загрузки тяжёлой техники. До посёлка также ходит городской автобус 56Б, но асфальтированной дороги в посёлок до сих пор нет (есть случайная лесная дорога). Вблизи посёлка, в 1~1,5 км к юго-западу проходит ЕКАД. До посёлка можно добраться из Екатеринбурга на электричке, проходящем городском автобусе и на такси, из города Берёзовского и Садового можно доехать на пригородном автобусе или такси, из Верхней Пышмы и Балтыма — только на такси.

## Население
По переписи 2010 года в посёлке проживало 112 человек, в том числе 59 мужчин и 53 женщины.
Преобладающая национальность (на 2002 год) — русские (93 %).
| 2002 | 2009 | 2010 | 2021 |
| ---- | ---- | ---- | ---- |
| 95   | ↘66  | ↗112 | ↗154 |